# 冷泉原指树蛙
冷泉原指树蛙（学名：Kurixalus lenquanensis）一种于中华人民共和国云南省蒙自市冷泉镇冷泉村发现的一种两栖动物，隶属于树蛙科原指树蛙属。其种加词“lenquanensis”意为“冷泉镇的”。

## 形态特征
冷泉原指树蛙体型小，雄蛙体长25～28.9毫米。身体背面皮肤粗糙，呈灰棕色，大部分眼后有深棕色的马鞍形或“X”形斑纹；四肢背面有明显的深色横纹；腹面皮肤粗糙，呈淡黄色，具有棕色斑点，下颌处有深色云斑。

## 保护
本种于2023年被收录入《有重要生态、科学、社会价值的陆生野生动物名录》。